# Aquidauana (tiểu vùng)
Aquidauana là một tiểu vùng thuộc bang Mato Grosso do Sul, Brasil. Tiều vùng này có diện tích 27731 km², dân số năm 2007 là 98154 người.